# Paratekst
Paratekst er et litteraturteoretisk begreb, der henviser til fænomener som fx titler, bogomslag, filmplakater, anmeldelser og forfatterinterview. Disse slags tekster peger alle mod en specifik ”hovedtekst” fx Moby Dick eller Tilbage til fremtiden. Begrebet blev opfundet af den franske litterat Gérard Genette og er især udfoldet i værket Seuils (en: Paratexts: The Thresholds of Interpretation). Genette peger på, at paratekster former læserens forståelse af ”hovedteksten.” Fx vil et interview med forfatteren bag en roman ofte forme, hvordan en læser vil tilgå læsningen og forståelsen af romanen. Paratekster anviser en bestemt måde at tilgå teksten på."

## Sondringer
Genette skelner mellem flere forskellige slags paratekster. Såkaldte peritekster er direkte knyttet til hovedteksten. Dette gælder fx forside, omslag, DVD-menu og forord. Epitekster er derimod ting som presseomtale, plakater, reklamer, forfatterinterviews osv. Det vil sige paratekster der ikke er direkte er en integreret del af hovedteksten, som det er tilfældet med periteksterne." Genette skelner også mellem autografiske og allografiske paratekster, hvor den første slags har samme forfatter som hovedteksten. Det kan fx være en instruktørs eller showrunners udtalelser på ekstramaterialet på en DVD af en film eller tv-serie. Allografiske paratekster er derimod skabt af andre personer end ophavsmanden (m/k) til hovedteksten. Det kan fx være anmeldelser.

## Betydninger
Paratekstens betydning for læserens forståelse af hovedteksten ligger i, at læseren ofte har svært ved ikke at lade parateksten styre hans eller hendes opmærksomhed. For eksempel kan omslaget på et værk være en vigtig paratekstlig markør, der kan gå hen og påvirke den litteraturvidenskabelige reception af et værk.